# Samurize
Samurize ist ein System-Beobachtungs-Programm (System Monitoring) und eine Erweiterung für die Benutzeroberfläche bei Windows ab Windows 2000.

## Herkunft und Nutzung
Ursprünglich wurde die Software, die eigentlich als Windows-Gegenstück zu Konfabulator gedacht war, von den Brüdern Gustaf und Oscar Lundh aus Schweden programmiert.
Mit der Zeit hat nicht nur der Programmierer mehrmals gewechselt, sondern die Software hat sich auch zu einem eigenständigen System, unabhängig von Konfabulator, weiterentwickelt.
Die Software wird oft von Administratoren aus der IT-Branche zur Systemüberwachung eingesetzt, ist aber auch zum Übertakten sehr beliebt zur Kontrolle von Systemwerten wie Prozessor-Taktraten oder Lüftergeschwindigkeiten.
Auch im Desktop-Modding-Bereich wird Samurize wegen der vielseitigen Möglichkeiten, die Windows-Oberfläche komplett umzugestalten, immer häufiger verwendet.

## Arbeitsweise
Über einen der Software zugehörigen WYSIWYG-Editor kann man, teils durch implementierte Funktionen, teils durch Zuhilfenahme von Programmzusätzen (sog. Plug-ins), eine Vielzahl von Informationen für die Ansicht auf der Benutzeroberfläche zusammenstellen und grafisch aufwerten.
Angefangen bei Systemwerten wie CPU-Geschwindigkeit, vorhandenem oder belegtem Speicherplatz auf der Festplatte und Lüfterdrehzahlen, bis hin zu allgemeinen Informationen wie Wetter oder TV-Programm.
Die so erstellten Informationen werden in Konfigurationsdateien abgespeichert und über ein mehrfach ausführbares Client-Programm auf dem Desktop angezeigt.
Es können auch von anderen Benutzern erstellte Konfigurationen verwendet werden. Der Software liegt ein Importier-Exportier-Programm bei.

## Zukunft
Samurize wird seit 2007 nicht mehr weiter entwickelt, die Zukunft des Projekts ist unklar. Auf der Herstellerseite sind das Programm sowie von Nutzern erstellte Konfigurationen nach wie vor verfügbar.